# Svenska Klubben i Hamburg
Svenska Klubben i Hamburg eller Schwedischer Club zu Hamburg e.V. är en förening för svenskar i och kring Hamburg. Den grundades 1906 som en ren herrklubb för det svenska näringslivets representanter på orten. Under 1960-talet slogs denna klubb ihop med andra svenska föreningar i Hamburg och bildade dagens förening. Under hösten 2006 firade klubben sitt 100-årsjubileum bland annat med Drottning Silvia som hedersgäst.
Svenska Klubben i Hamburg är som andra svenska utlandsföreningar en viktig samlingspunkt för svenskar i utlandet och underlättar för svenskt dotterbolag att anställa svenskar, inte minst genom den skolverksamhet som klubben bedriver. Under tidigare år var verksamheten också viktig ur ett socialt perspektiv, till exempel under och efter andra världskriget, då klubben stödde många svenskor i Hamburg som blivit änkor efter tyska soldater.
Klubben erbjuder sina medlemmar ett utbud av traditionella svenska fester, författarläsningar och liknande och är också huvudman för Skandinaviska skolan som är en heldagsskola enligt svensk läroplan som tar emot elever huvudsakligen från Sverige, Norge och Danmark.
Klubben har cirka 300 medlemmar.
Svenska Klubben i Hamburg är också viktig för den »skandinaviska familjen«. För närvarande bor ca 2000 svenskar i Hamburg, vilka ingår i den över 5000 personer starka »skandinaviska familjen«. Följande utbud står till ert förfogande som svensk i Hamburg: Svenska klubben, Svenska kyrkan och Svenska generalkonsulatet.